# 2019 في تركيا
2019 في تركيا هي قائمة بجوهر الأحداث التي وقعت في تركيا خلال عام 2019.

## السياسة
رئيس الجمهورية: رجب طيب أردوغان.
رئيس البرلمان: بن علي يلدرم.

## أحداث

### أكتوبر
- 9 أكتوبر - بدء عملية نبع السلام.